# 30 (szám)
A 30 (római számmal: XXX) egy természetes szám, az első három prímszám szorzata, azaz a legkisebb szfenikus szám; piramisszám, az első négy négyzetszám összege. A 30° nevezetes szög.

## A szám a matematikában
A tízes számrendszerbeli 30-as a kettes számrendszerben 11110 , a nyolcas számrendszerben 36, a tizenhatos számrendszerben 1E alakban írható fel.
A 30 páros szám, összetett szám, azon belül szfenikus szám, kanonikus alakban a 21 · 31 · 51 szorzattal, normálalakban a 3 · 101 szorzattal írható fel. Nyolc osztója van a természetes számok halmazán, ezek növekvő sorrendben: 1, 2, 3, 5, 6, 10, 15 és 30.
A 30 a negyedik piramisszám, azaz a négy legkisebb négyzetszám összege. Téglalapszám (5 · 6). Tizenegyszögszám. Áltökéletes szám. Primoriális, ezért ritkán tóciens szám.. Giuga-szám.
A 30 osztója a 60-nak és a 360-nak. A szabályos tizenkétszög oldalélei a köréírt kör középpontjából 30° alatt látszanak. A 30° (azaz {\displaystyle _{\frac {\pi }{6}}}radián) nevezetes szög, szinusza {\displaystyle _{\frac {1}{2}}}, koszinusza {\displaystyle _{\frac {\sqrt {3}}{2}}}, tangense {\displaystyle _{\frac {\sqrt {3}}{3}}}, kotangense {\displaystyle _{\sqrt {3}}}.
Praktikus szám.
Egyetlen szám valódiosztó-összegeként áll elő, ez a 841 négyzetszám.
A 30-as szám több pitagoraszi számhármasban szerepel, ilyenek a (30; 40; 50), a (30; 72; 78), valamint a (16; 30; 34) és a (18; 24; 30) hármasok.
Az első 30 pozitív egész szám összege (vagyis a 30. háromszögszám) 465, e 30 szám szorzata (azaz a 30 faktoriálisa): 30! = 2,65252859812191 · 1032.
A 30 négyzete 900, köbe 27 000, négyzetgyöke 5,47723, köbgyöke 3,10723, reciproka 0,033333. A 30 egység sugarú kör kerülete 188,49556 egység, területe 2827,43339 területegység; a 30 egység sugarú gömb térfogata 113 097,33553 térfogategység.
A 30 helyen az Euler-függvény helyettesítési értéke 8, a Möbius-függvényé −1, a Mertens-függvényé −3.
A 30 Harshad-szám a tízes számrendszerben, azaz osztható számjegyeinek összegével (3-mal).
A 30 – a 3, 4, 6, 8, 12, 18 és 24 után – a legnagyobb olyan szám, amelynél az összes nála kisebb, hozzá relatív prímszám egyúttal prímszám is.

## A szám mint sorszám, jelzés
A periódusos rendszer 30. eleme a cink.

## A szám a kultúrában
Szabó Lőrincnek van egy Harminc ezüst című verse.
Az Elmentél harminc éve Faludy György szonettje.
Lászlóffy Aladár Harminc euró című írása a Gyarló és kalapács kötetben jelent meg.
Csorba Győző egy verse a Húsz-harminc.
Bodor Ádám egyik novellájának címe: Harminc vagy negyven kés.